# فهرست فیلم‌های ترسناک دهه ۲۰۰۰
فیلم‌های ترسناک منتشر شده در دههٔ ۲۰۰۰ در مقاله‌های زیر فهرست شده‌اند:
- فهرست فیلم‌های ترسناک ۲۰۰۰
- فهرست فیلم‌های ترسناک ۲۰۰۱
- فهرست فیلم‌های ترسناک ۲۰۰۲
- فهرست فیلم‌های ترسناک ۲۰۰۳
- فهرست فیلم‌های ترسناک ۲۰۰۴
- فهرست فیلم‌های ترسناک ۲۰۰۵
- فهرست فیلم‌های ترسناک ۲۰۰۶
- فهرست فیلم‌های ترسناک ۲۰۰۷
- فهرست فیلم‌های ترسناک ۲۰۰۸
- فهرست فیلم‌های ترسناک ۲۰۰۹